# Oligodendroglioma
L'oligodendroglioma è un tumore cerebrale poco comune della glia, che origina dagli oligodendrociti. Colpisce maggiormente gli adulti tra i 40 e i 45 anni di età e si manifesta preferibilmente nella corteccia e nella materia bianca degli emisferi cerebrali.

## Storia
La prima descrizione di un oligodendroglioma è stata pubblicata da P. Bailey e H. Cushing nel 1926, 
seguita dal classico lavoro del 1929 di P. Bailey e P.C. Bucy sugli "oligodendrogliomi del cervello".

## Epidemiologia
Gli oligodendrogliomi costituiscono circa il 2,5% di tutti i tumori cerebrali primari (cioè non metastatici) ed il 5-6% di tutti i gliomi.

L'incidenza è compresa tra 0,27 e 0,35 nuovi casi all'anno su 100 000 abitanti.
Tale incidenza appare significativamente aumentata rispetto al passato, ma ciò può essere dovuto essenzialmente all'uso, in anni recenti, di criteri diagnostici meno rigidi, adottati allo scopo di non escludere alcuni pazienti dai benefici della chemioterapia.

La maggior parte degli oligodendrogliomi si presenta negli adulti, con un picco d'incidenza tra i 40 e 45 anni d'età.

L'oligodendroglioma è raro nei bambini, costituendo solo il 2% di tutti i tumori cerebrali di pazienti di età inferiore a 14 anni.
 
I maschi sembrano leggermente più colpiti delle femmine, con un rapporto M/F pari a 1,1:1, come riportato in uno studio relativo ad una serie di 1559 pazienti.

Questa neoplasia sorge di preferenza nella corteccia e nella materia bianca degli emisferi cerebrali. Il lobo frontale è coinvolto nel 50-65% dei casi seguito, con frequenze decrescenti, dai lobi temporale, parietale e occipitale.
Comune è il coinvolgimento di più di un lobo, come pure la propagazione bilaterale del tumore. La letteratura riporta casi di oligodendroglioma nella fossa posteriore,
nei gangli basali,
nel tronco encefalico,
nel midollo spinale,
come pure vengono riferiti casi di oligodendroglioma primario leptomeningeo 
e di gliomatosis cerebri oligodendrogliale.

## Eziologia
Sono noti nella letteratura ben documentati casi di oligodendroglioma indotto in pazienti ricorsi alla radioterapia per altre patologie,
ma si tratta di un numero di casi assolutamente non significativo dal punto di vista statistico.

Nonostante l'oligodendroglioma e l'astrocitoma siano tra i più comuni tumori del sistema nervoso centrale ad essere indotti nei ratti tramite agenti carcinogenici chimici quali l'etilnitrosurea e il metilnitrosurea, non appare convincente un ruolo di tali sostanze nella eziologia dei gliomi umani.

Alcuni studi hanno riportato la presenza in oligodendrogliomi di sequenze geniche virali (SV40, BK, JC),
ma questa situazione non è stata confermata;
perciò, allo stato attuale della conoscenza, una eziologia virale di questa neoplasia è perlomeno dubbia.

## Anatomia patologica
Gli oligodendrogliomi si presentano come masse a limiti sfumati nell'ambito del parenchima cerebrale. Possono essere di colore giallastro, grigio o rosato. Le calcificazioni intratumorali sono un reperto frequente e caratteristico.
All'esame microscopico il tumore presenta cellularità moderata, con elementi tipici con nucleo piccolo ed un alone di citoplasma chiaro attorno, poco colorabile con l'ematossilina-eosina; questo aspetto è definito a uovo fritto ed è quasi esclusivo di queste cellule (si tratta in realtà di un artefatto, dovuto alla ritardata fissazione del colorante). Frequenti anche all'analisi microscopica sono le microcalcificazioni o corpi psammomatosi. Frequente è la disposizione delle cellule negli spazi perineuronali, perivascolari e subpiali.

## Grado istologico

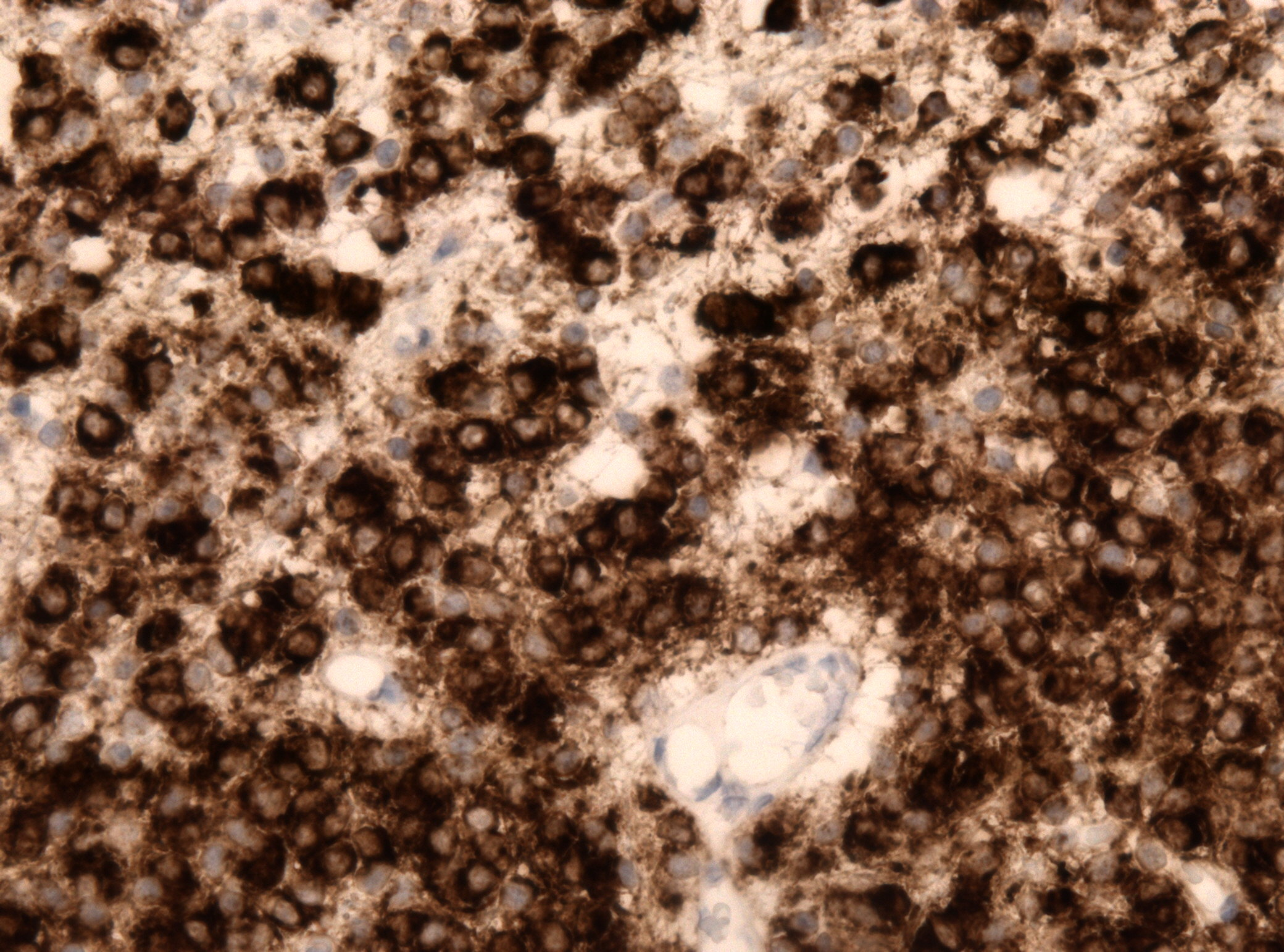
IDH1 R132H en anaplastic ologodendroglioma

Per il grado istologico il più comune sistema di classificazione è quello dell'organizzazione mondiale della sanità (WHO classification). 
Diversamente dai tumori astrocitari, l'oligodendroglioma viene distinto solitamente in soli due gradi:
- il grado II corrisponde alla forma meno aggressiva e presenta atipie nucleari e ipercellularità, ma mai necrosi né neoangiogenesi (scarse anche le mitosi);
- il grado III corrisponde alla forma anaplastica e rispetto al precedente si nota una maggiore atipia nucleare e mitosi frequenti.

Sfortunatamente il sistema classificativo risente dell'estrema variabilità operatore-dipendente.

## Clinica
Il più frequente sintomo di presentazione è la crisi epilettica; essendo il lobo frontale quello più spesso coinvolto, un cambiamento di personalità non è raro. La cefalea e i segni/sintomi dell'ipertensione endocranica sono anche molto frequenti. Deficit neurologici focali, infine, possono presentarsi a seconda della sede di insorgenza.

## Diagnostica per immagini
Il sospetto di oligodendroglioma si può avere solo tramite le neuroimmagini. Alla TC questo tumore mostra, in percentuali molto variabili a seconda delle casistiche, calcificazioni intratumorali, visibili come iperdensità localizzate; questo reperto è tipico dell'oligodendroglioma, anche se la sua assenza non esclude affatto la diagnosi. La presa di contrasto è bassa quando il tumore è di grado II; nell'oligoastrocitoma anaplastico possono esserci prese di contrasto più marcate.
Alla RM l'oligodendroglioma si manifesta come una massa localizzata nel parenchima cerebrale; l'oligodendroglioma è solitamente ipointenso alle sequenze T1, mentre è iperintenso nelle immagini T2 e FLAIR. La presa di contrasto è simile a quella della TC; tuttavia, la regola iperintensità dopo contrasto = tumore maligno non sempre è rispettata e al contrario sono frequenti le eccezioni.

## Trattamento
La resezione chirurgica è il solo modo per confermare il sospetto diagnostico; essa inoltre consente una significativa citoriduzione, offrendo maggiori prospettive sull'efficacia dei trattamenti adiuvanti. La sola chirurgia, tuttavia, è assolutamente insufficiente, a causa della presenza di cellule infiltranti ai margini del tumore. 
La radioterapia e la chemioterapia sono attualmente utilizzate nella maggior parte dei protocolli internazionali. La radioterapia conformazionale viene eseguita a circa un mese dall'intervento con dosi frazionate per una dose totale di 60 Gy.
La chemioterapia viene somministrata o in contemporanea alla radioterapia (terapia concomitante) o successivamente.

## Prognosi
La sopravvivenza del paziente affetto da oligodendroglioma dipende da vari fattori, fra cui: età del paziente, localizzazione della lesione, grading, dimensioni della massa al momento della diagnosi. I pazienti mostrano una sopravvivenza media del 75% e del 46% rispettivamente a 5 e a 10 anni di distanza. Ulteriore fattore prognostico è la presenza delle delezioni cromosomiche 1p e 19q; se presenti, il tumore mostra una maggiore risposta ai trattamenti chemioterapici, che si traduce in un allungamento della sopravvivenza per il paziente. Si ritiene che su tali porzioni cromosomiche siano localizzati vari geni implicati nella farmaco-resistenza.